# Charles Theuret
Charles Theuret, né le 26 mars 1822 à Vars dans la Haute-Saône et décédé à Monaco le 11 novembre 1901, est un évêque catholique français, premier évêque de Monaco de 1878 à 1901.

## Biographie

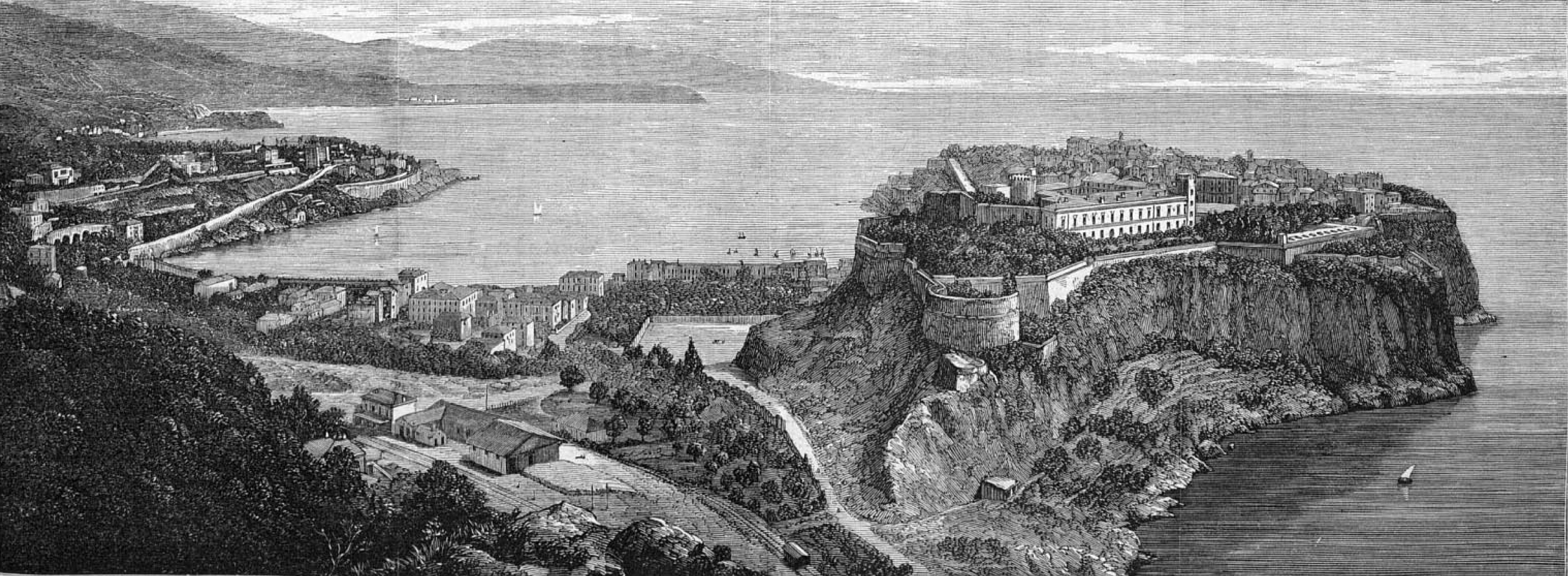
Panorama de Monaco, année 1874.

Fils de Charles Bonaventure Theuret et de Marie Chavouet, il entre au petit séminaire de Luxeuil avant d'être envoyé au Grand Séminaire de Besançon. Après son ordination, il devient abbé nullius de l'abbaye territoriale des Saints-Nicolas-et-Benoît dont le territoire correspondait à celui de la principauté de Monaco en 1878, à la suite des démarches de Charles III auprès du pape Pie IX qui obtiennent un décret pontifical du 30 avril 1868 séparant le territoire de Monaco du diocèse de Nice. Il devient ainsi en 1887 le premier évêque de Monaco.
Il participe donc au développement du diocèse, notamment par la construction de nouvelles églises, et d'une nouvelle cathédrale. Le 11 novembre 1879, il pose la première pierre de l'église Saint Charles.
Il est décédé à Monaco (Principauté de Monaco) le 11 novembre 1901.

## Distinctions
Il était grand aumônier de la maison de son altesse sérénissime Monseigneur le Prince de Monaco, évêque de Monaco, assistant au trône pontifical, Comte Romain, prélat de la maison de sa Sainteté le Pape, prélat référendaire de la signature papale de justice, chapelain de l'obédience de la grande maîtrise de l'ordre souverain de Malte, chanoine d'honneur des chapitres de Besançon, de Cambrai, de Bourges, de Nice, de Soissons et Laon, de Fréjus et Toulon, de La Rochelle et Saintes, d'Orléans, de Saint-Dié, de Nîmes, de Sens et de Quimper, commandeur dans l'ordre de Saint-Charles, grand'croix dans l'ordre pontifical du Saint-Sépulcre, commandeur avec plaque dans l'ordre souverain de Malte, décoré de la croix jubilaire de sa Sainteté le Pape Léon XIII, commandeur dans l'ordre de Frédéric de Wurtemberg, commandeur du nombre extraordinaire de l'ordre d'Isabelle la Catholique d'Espagne, officier de l'instruction publique.

## Culture populaire
Mgr Theuret est un des personnages dans le roman de science-fiction d'Edward Page Mitchell, The Tachypomp.